# Kostel svatého Klimenta (Litomyšl)
Kostel svatého Klimenta je zaniklá stavba, jež se měla nacházet na dnešním Zámeckém návrší, někde mezi dnešním piaristickým kostelem a muzeem. Kostel sloužil do 15. století jako farní pro místní laiky a přilehlé osídlení, dnešní Litomyšl.

## Historie

### Legenda o založení
Podle legendy měl kostel sv. Klimenta založit Metoděj během své cesty do Čech poblíž hradiště Litomyšl na Trstenické stezce. Tento údaj je však v rozporu, buď se zde nacházel Metoděj společně s bratrem Cyrilem před rokem 869, a nebo zde byl po tomto roce pouze Metoděj, avšak bez ostatků svatého Klimenta. Podle Zdeňka Nejedlého není pochyb, že tudy vedla cesta věrozvěstů a založení kostela považuje za pravděpodobné. František Lašek navrhuje, že rotundu sv. Klimenta (zřejmě předpokládá, že šlo podle dobové praxe o rotundu) mohl založit některý kněz vyslaný Metodějem, kupříkladu Pavel Kaich. Hradiště Litomyšl zmíněné Kosmasem k roku 983 je spojováno s hradištěm Hrutov u Benátek, přičemž název osídlení se měl později přenést na mladší osadu pod návrším. Alžběta Birnbaumová nemá pochyb, že součástí hradiště byl kostel sv. Klimenta, a že tato legenda má tradici již v raném středověku, kterou posléze rozšířil biskup Jan ze Středy. Zmínky o kostele jsou v různých listinách, samotnou legendu zachycuje nejstarší direktář litomyšlský či německá listina z roku 1416 s matoucími přídavky. Podle direktáře se 23. listopadu v litomyšlských kostelích zpívala mše. Birnbaumová odpírá názor Nejedlého, že kostel sv. Klimenta pochází až z doby Jana ze Středy (biskupem litomyšlským v letech 1353–1364), jelikož zprávy o kostele a legenda jsou starší. Nevylučuje, že mohlo dojít k přenesení patrocinia z hradiště do nové osady pod návrším. Legenda o založení kostela je zachycena také ve Fragmenta Monseana, která praví, že je to první kostel v české zemi, posvěcený od sv. Cyrila a Metoděje, jde však o falzum Antonína Bočka z 19. století. Jako upomínka Metodějovy návštěvy Litomyšle byla roku 1878 postavena v rohu zámeckého parku kaple se sochou sv. Metoděje od sochaře Františka Metyše.

### Součástí kláštera
Souvislost kostela s velkomoravskou misií uváděli i následující autoři, až Petr Charvát klade kostel do kontextu premonstrátského kláštera, jenž se měl nacházet na dnešním Zámeckém návrší. Charvát vycházel z deníků stavby piaristického kostela v letech 1714–1719, během jehož stavby bylo narušeno pohřebiště, které podle popisu nálezů mohlo být mladohradištní. Z toho usoudil, že kostel postavili piaristé jako farní svatyni laiků, jelikož premonstrátská bazilika Panny Marie neměla právo křtu a pohřbu. Karel Severin podpořil tuto hypotézu pomocí analogických situací u jiných klášterů a vylučuje, že by byl kostel z 10. století, kdy osídlení dnešní Litomyšle mimo knížecí hradiště v Benátkách ještě neexistovalo. Předpokládá, že kostel byl prvně dřevěný a až posléze vystaven v kameni, ne však dříve než byla dokončena bazilika či celý klášter. Kamenná stavba tak mohla vzniknout nejdříve v první polovině 13. století. Podle nepřímých dokladů existuje hypotéza, že klášter, který se nacházel na dnešním zámeckém návrší, byl z počátku osídlen benediktíny. Jejich klášter nacházející se v neosídlené pustině, na okraji pomezního hvozdu a poblíž osídlení u knížecího hradiště a významné komunikace, mohl založit kníže Břetislav II. kolem poloviny 11. století nebo pravděpodobně roku 1098. Klášterní budovy včetně kostela sv. Klimenta byly benediktíny postaveny ze dřeva a do 40. let 12. století měli benediktíni postavenu většinu baziliky v kameni. Po jejich vypuzení stavbu baziliky dokončila premonstrátská kanonie uvedená do kláštera v druhé polovině 12. století a která rovněž vybudovala zděné stavby kláštera. Pravděpodobně po dokončení klášterního komplexu přebudovala premonstrátská huť kostel sv. Klimenta, tehdy již farní kostel pro osadu laiků a nové sídliště v údolí.
Kostel obklopený hřbitovem se podle listiny ze srpna 1398 nacházel na prostranství u cesty vedoucí ohrazeným komplexem skrze bránu (tzv. scholastikovu) do města. Tato lokalita je nyní v prostranství před muzeem a částečně pod kostelem s přilehlou kolejí. Listina rovněž využívá sloup kostela v boční kapli či sakristii jako orientační bod, od kterého je třeba vyměřit kapitulní majetek. Mělo by jít o pomyslnou linii jihovýchodním směrem k augustiniánskému klášteru, kde se nacházel hradní příkop. Umístění kostela potvrzují četné nálezy hrobů ze 17. a 18. století a z posledních archeologických průzkumů. Cesta vedoucí kolem kostela probíhala podobně jako dnešní Jiráskova ulice, na druhé straně cesty stály budovy školy (původně lázně) a kostel stál u vnější hradby komplexu, což naznačuje listina z 16. října 1347, jelikož budovy kapituly nejspíše obepínala čtverhranná vnitřní hradba.

### Zánik
Kostel byl nejspíše poničen husitskými válkami či během těchto válek opuštěn, kvůli čemuž se roku 1428 farnost z kostela přenesla ke kostelu Povýšení svatého Kříže. Roku 1441 je zmíněn farář Jan od sv. Klimenta a zcela poslední zmínka o kostele je roku 1448, následně kostel asi zanikl. Zbytky kostela měly být rozebrány na stavbu Nového města (Horní město).